# Buboréktea
A buboréktea (más néven gyöngytejtea, buboréktejtea, bobadzsúsz, bobatea vagy egyszerűen boba) (kínaiul: 波霸奶茶; pinjin (pinyin): bōbà nǎichá, tápiókagolyókkal 珍珠奶茶; zhēnzhū nǎichá a neve) egy tajvani teán alapuló ital, melyet az 1980-as években találtak fel Tajnanban és Tajcsungban. A legtöbb buboréktea-recept felépítése: teaalap, mely gyümölccsel vagy tejjel van összekeverve, amelyhez leggyakrabban rágós tápiókagolyókat (buborékok, gyöngyök vagy bobaként ismert) és gyümölcszselét (főképp forró égövi gyümölcsöket, mint a licsi) adnak. Az italnak rengeteg változata létezik, hozzávalók széles skálájával, mint például a mangó, taró, kókusz, barack. A két legnépszerűbb változat a tejes buboréktea tápiókával és a tejes zöld buboréktea tápiókával.

## Leírás

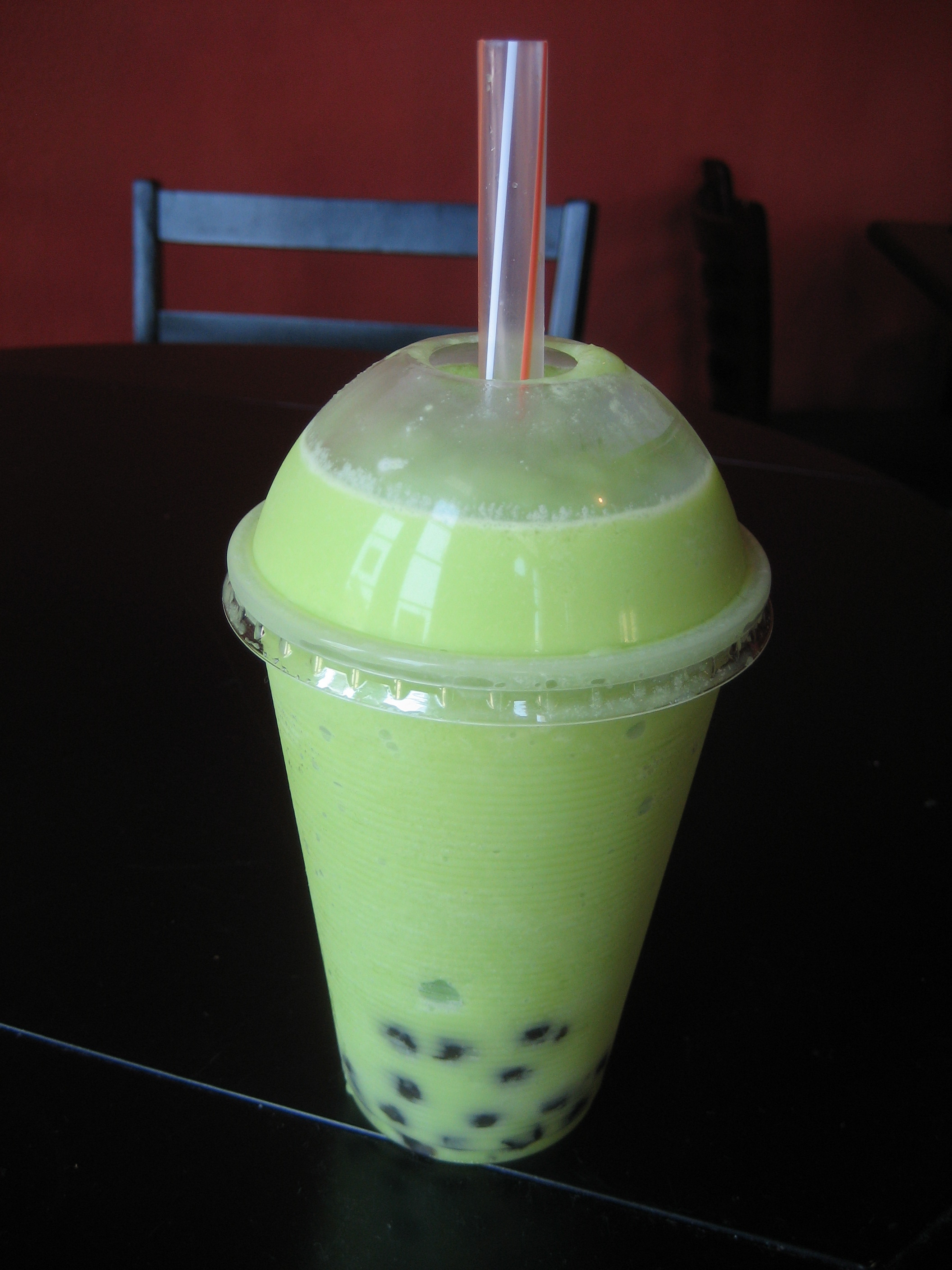
Mézes buboréktea

A buborékteáknak jellemzően két fő típusa van: gyümölccsel ízesített és tejes teák. Néhány üzlet tejes-gyümölcsös keverék teát is árul. A legtöbb tejes tea tejporból készül, de vannak helyek, ahol felajánlanak friss tejet alternatívaként. Egyéb variációk közé tartozik a 100%-ban préselt gyümölcsből álló gyümölcsturmix tápiókagyöngyökkel és különlegességként fagylaltos tejturmix, melyet helyben készítenek.
A legrégebbi ismert buboréktea forró tajvani fekete teából, kicsi tápiókagyöngyökből (粉圓), sűrített tejből és szirupból (糖漿) vagy mézből készül. Sok-sok variáció követte, de a leggyakoribbak a hideg verziók voltak a forróval szemben. A legelterjedtebb teavariációk igen gyakran változtak.
A legelső verzió, mely népszerűségre tett szert, a zöld buboréktea volt, amely jázminos zöldtea volt (茉香綠茶) és nem az eredeti fekete. Nagyobb tápiókagyöngyök (波霸/黑珍珠) hamar átvették az apró gyöngyök helyét. A barack- és szilvaízesítésűek hamar népszerűvé váltak, később egyéb gyümölcsízesítések is követték. Néhány gyümölcsízesítés olyan népszerűvé vált, hogy néhány variációból a teát teljes mértékben leváltotta a friss gyümölcs. Ezek a variációk néha színezett gyöngyöket vagy zselékockákat, melyek színét a tea vagy a gyümölcsdzsúsz színéhez igazítottak. Egyéb aromákat is hozzáadtak por, gyümölcsdzsúsz, pép vagy szirup formájában a fekete vagy zöld teához, melyeket ezután egy koktélshakerrel összeráznak vagy egy turmixgéppel összekeverik jéggel. Főzött tápiókagyöngyök, egyéb keverékek és adalékok (mint vanília, méz, szirupok és cukor) hozzáadásával zárul a folyamat.
Manapság lehet olyan boltokat találni, melyek specializálódtak a buborékteára, a dzsúszbárokhoz hasonlóan. Egyes helyeken domború fedeleket használnak, máshol az italok tetejét gép segítségével lezárják egy celofán fóliával. Az utóbbi módszer lehetővé teszi hogy a tea felrázható legyen a pohárban és kilöttyenésbiztos maradjon a fogyasztásig. Ma Tajvanon a legnépszerűbb módszer a buboréktea elfogyasztására a gyöngyös tejes tea.

### Variációk
Minden egyes buboréktea hozzávalónak rengeteg variációja van, melyek a tea bolttól függenek. Tipikusan különféle fekete, zöld és fehér tea vagy akár kávé is lehet az alapja eme italnak. A legelterjedtebb fekete teák az assam, oolong és az Earl Grey, de a jázminos zöld tea állandó lakos majdnem minden üzletben.
Aromák széles skálája közt gyümölcsöket találunk legtöbbször, olyanokat mint: eper, zöldalma, maracuja, mangó, citrom, görögdinnye, szőlő, licsi, barack, ananász, kantalup dinnye, mézharmat, banán, avokádó, kókusz, kiwi és kenyérfa. Egyéb nem gyümölcsaromák közé tartoznak: taró, puding, csokoládé, kávé, mocha, árpa, szezám, mandula, gyömbér, levendula, rózsa, karamell, ibolya és thai tea.

## Története
Elterjedésének legismertebb története szerint a tajvani Hanlin teaházból származik. 1986-ban Tajnan Ya Mu Liao piacán a teaház tulajdonosát Tu Tsong-hét megihlették a fehér tápiókagyöngyök. Ezek után teát készített gyöngyszerű hagyományos fehér tápiókát használva, valószínűleg ebből alakult ki a „pearl tea”, „gyöngytea” elnevezés. Nem sokkal később lecserélték a fehér gyöngyöket a ma is látható feketékre. Sok helyen mindkét típusú teát lehet kapni.
Egy másik megközelítés szerint a szintén tajvani Chun Shui Tang teaházból származik, Tajcsungból. Feltalálója, Liu Han-Chieh megfigyelte, hogy a japánok hogyan szolgálnak fel hideg kávét (amikor látogatóban volt a szigetországban az 1980-as években), és ezt a módszert alkalmazta a teán. Az új stílusú teafelszolgálás népszerű lett, így több üzletet is nyitott, ami előmozdította a buboréktea kirobbanóan gyors terjedését. Egy harmadik narratíva szerint a buboréktea megalkotója Lin Hsiu Hui, a teaház termékfejlesztő menedzsere, aki 1988-ban tápiókagyöngyös édes pudingot öntött a jeges teába egy találkozó alatt. Az italt a felek jól fogadták, így felkerült a menüre, és végül a franchise legnépszerűbb termékévé vált.
Az ital az 1990-es évek alatt vált népszerűvé Észak- és Dél-Ázsia legtöbb részén, de világszerte jól fogadták a nagy ázsiai eredetű populációval rendelkező területeken, Kanadában és az USA-ban. Tajvanon kívül manapság a buboréktea szimbolikus kulturális jelentőséggel bír az ázsiai amerikaiak, ázsiai kanadaiak és a tengerentúli ázsiai lakosság körében.

## Típusai
- 泡沫紅茶 (pinyin: pàomò hóngchá): (tükörfordítással „vörös habtea"). Ez a tea a legmegfelelőbb a szó szerint vett „buboréktea” elnevezés szempontjából. Az angol „habtea” kifejezést nem használják Ázsiában, ebből adódóan a nem kínaiul beszélő országokban „buborékteaként” emlegetik. Ebben az italban nincs tápióka. Elkészítéséhez az árusok összekeverik a forró vagy meleg teát szirupokkal vagy cukorral, majd jéggel a koktélrázóban. Vagy kézzel, vagy géppel rázzák össze az italt. Ennek eredményeképp a tea lágy, habos, szivacsos érzést nyújt.
- 泡沫奶茶 (pinyin: pàomò nǎichá): („tejes habtea"). Egy a sok változat közül, melyeket ugyanúgy készítenek el, mint a vörös habteát – felszolgálás előtt jól összerázva.
- 珍珠奶茶 or 珍奶 for short) (pinyin: zhēnzhū nǎichá): "tejes gyöngytea" vagy gyakrabban „buboréktea”, ahogy Amerikában és Kínában nevezik. E „gyöngy” név eredetileg a tápióka miatt alakult ki. Bár sok árus csak nagyobb, 7 mm-es gyöngyökkel készíti teáit, még mindig használják a gyöngytea kifejezést.
- 波霸奶茶 (pinyin: bōbà nǎichá): „tejes buboréktea", vagy az angol nyelvűek és az ázsiaiak körében köznyelven csak „boba tea”. A neve a nagyobb, 7 mm-es gyöngyöket tartalmazó változatra utal.
- 黑珍珠奶茶 (pinyin: hēi zhēnzhū nǎichá): "tejes feketegyöngytea". Mivel a nagyobb, 7 mm-es gyöngyű változatokat elkülönítik, az üzletekben (黑珍珠) ez volt a legnépszerűbb és leglogikusabb elnevezés a fogyasztók számára. A "boba" (波霸) egy másik névváltozat, ami kevésbé használt manapság.
- (奶)茶珍珠 (pinyin: (nǎi) chá zhēnzhū): "(tejes) teagyöngy" (ritkább).
- 泡泡茶 (pinyin: pào pào chá): felcserélhető a珍珠奶茶-val, ha Szingapúrban beszélünk a buborékteáról.
- 奶蓋茶 (pinyin: nǎi gài chá): "tej tetejű tea". Réteges tea, tejhabos feltéttel (innen ered a neve is), sajttal vagy sóval, amik egy kissé sós ízt nyújtanak. A teaalapot gyakran tej nélkül szolgálják fel. Javasolt megkóstolni a teát és a tejkrémet összekeverés előtt. Néha "tejhabtea"-ként nevezik, de nem összekeverendő a 泡沫奶茶-val.

## Fordítás
Ez a szócikk részben vagy egészben  a   Bubble tea című angol Wikipédia-szócikk ezen változatának fordításán alapul.  Az eredeti cikk szerkesztőit annak laptörténete sorolja fel. Ez a jelzés csupán a megfogalmazás eredetét és a szerzői jogokat jelzi, nem szolgál a cikkben szereplő információk forrásmegjelöléseként.